# Vanillinae
De Vanillinae vormen een subtribus van de Vanilleae, een tribus van de orchideeënfamilie (Orchidaceae)
De subtribus is een monofyletische groep en omvat vijf geslachten met ongeveer 200 soorten.
Vanillinae hebben een pantropische verspreiding, ze zijn zowel te vinden in tropisch Midden- en Zuid-Amerika, Azië, Afrika en Australië.

## Taxonomie
- Geslachten:
  - Clematepistephium
  - Dictyophyllaria
  - Epistephium
  - Eriaxis
  - Vanilla